# 拉萨罗·巴列
拉萨罗·巴列（西班牙語：Lázaro Valle，1962年12月18日—），古巴棒球运动员。他曾代表古巴国家队参加2000年夏季奥林匹克运动会棒球比赛，获得一枚银牌。他也曾参加1990年中美洲和加勒比运动会。